# Последняя фантазия: Легенда кристаллов
«Последняя фантазия: Легенда кристаллов» (яп. ファイナルファンタジー фаинару фантадзи:) — приключенческое аниме в формате OVA, выпущенное в 1994 году студией Madhouse в Японии и в 1998-м издательством Urban Vision на территории Северной Америки под названием Final Fantasy: Legend of the Crystals. В основу легла ролевая игра Final Fantasy V — события разворачиваются в том же вымышленном мире через 200 лет после завершения рассказанной там истории. Мультфильм состоит из четырёх 30-минутных серий, распространялся на двух видеокассетах VHS, релиз на DVD не состоялся.

## Сюжет
Действие аниме берёт начало на планете Р, где природное равновесие поддерживается четырьмя стихийными кристаллами. Спустя двести лет герои оригинальной Final Fantasy V остались лишь в легендах, но над миром нависла новая угроза — могущественный колдун Дэтгиюнос уже захватил три из четырёх кристаллов, с их помощью он собирается обрести абсолютную силу и взять власть над всей человеческой цивилизацией. Главными героями повествования выступают мальчик по имени Претц, мотоциклист, орудующий бомбами и мечом нодати, и девочка Линэли, начинающая призывательница монстров, являющаяся потомком Барца, ключевого протагониста игры. Персонажи пытаются защитить оставшийся кристалл ветра, который вселился в тело Линэли, и вернуть похищенные кристаллы огня, земли и воды, при этом им помогает фигурировавший в игре Мид, внук Сида, вернувшийся сюда в виде призрака. Сеттинг практически идентичен игре, однако некоторые отличия всё-таки бросаются в глаза, например, жёлтая ездовая птица чокобо здесь не имеет перьев и совершенно на себя не похожа.

## История создания
Музыкальный ряд к аниме сочинил композитор Масахико Сато, саундтрек в основном включает переработанные мелодии из Final Fantasy V авторства Нобуо Уэмацу, в том числе мелодия, играющая во время заставки, и тема чокобо. Главных героев озвучили сэйю Рика Мацумото и Юко Минагути, интересно, что большинство актёров озвучивания примерно в таком же составе принимали участие в создании аниме Tenchi Muyo!.

## Отзывы и критика
Мультфильм удостоился смешанных отзывов. Обозреватель IGN отметил, что «Легенда кристаллов», хоть и является первым в истории Final Fantasy сиквелом, вряд ли придётся по вкусу поклонникам серии — анимация посредственна, а комедийные и драматические элементы практически незаметны. Издание T.H.E.M. Anime Reviews в своей рецензии окрестило аниме слабейшим проявлением серии, назвав концовку затянутой, а главного антагониста — разочаровывающим. Обозреватель Animefringe тоже раскритиковал попытку превратить Final Fantasy в полнометражное кино, заявив, что история аниме «высосана из пальца». Несмотря на это, сайт GameSpot отнёсся к продукту положительно, похвалив простоту подачи сюжета и отказ от мысли привнести сюда абсолютно все традиционные для серии элементы. В журнале EX анимацию охарактеризовали «достойной» и упомянули удачное английское дублирование, с которым персонажи говорят действительно правдоподобно. По-мнению издания, «Final Fantasy как всегда хорошо сочетает в себе элементы боевика, приключений и привносит немного юмора, чтобы персонажи были более запоминающимися».